# Pilmaskar
Pilmaskar (Chaetognatha) är en stam av rovmaskar som utgör en stor del av det plankton som finns i världens hav. Vissa arter är i stället bottenlevande. Pilmaskarna är genomskinliga och torpedformade, ibland med pilhuvudsliknande formationer, som inte är genomskinliga, på sina huvuden. De förekommer i storlekar från 3 mm till 12 cm.
Mellankroppen är cylindrisk och bakkroppen har ett spetsigt stjärtparti, och mellankropp och stjärt har på sidorna en horisontell av strålar stödd fena. Munöppningen är subterminalt belägen på huvudet och munhålan försedd med rörliga fångsthakar. Tarmen är fästad med ett dorsalt och ventralt mesenterium och mynnar i den baktill på mellankroppen ventralt belägna analöppningen. Kroppshålan utgörs av tre celonsäckar, en i varje kroppsparti. Kärlsystem och exkretionsorgan saknas. Nervsystemet består av ett hjärnganglion i huvudet, som genom nervsträngen står i förbindelse med ett i mellankroppen beläget bukganglion, och av en svalgring. Sinnesorganen utgörs av ett par ögon på huvudet, ett ringformigt luktorgan och i huden strödda känselceller. Pilmaskarna är hermafroditiska.
Det finns mer än 120 arter idag, uppdelade på mer än 20 släkten. Trots den relativt modesta diversiteten inom stammen, så kan antalet individer vara mycket stort. Pilmaskarna är särskilt vanliga i något kyligare vatten och på mellandjup.

## Arter i Sverige
I svenska vatten är två arter vanligt förekommande:
- Sagitta setosa
- Sagitta elegans